# Numeração de imóveis
Numeração de imóveis, numeração de casas ou numeração residencial é o sistema de atribuir um número exclusivo a cada imóvel em uma rua ou área, com a intenção de facilitar a localização. O número da casa geralmente faz parte de um endereço postal. O termo descreve o número de qualquer edifício (residencial ou comercial) com uma caixa de correio, ou mesmo um terreno baldio.
Os esquemas de numeração de casas variam conforme a localização e, em muitos casos, até mesmo dentro das cidades. Em algumas áreas do mundo, incluindo muitas áreas remotas, as casas recebem nomes, mas não números. Em muitos países, o número da casa vem depois do nome da rua; mas em países anglófonos e francófonos, o número da casa normalmente precede o nome da rua.

## História

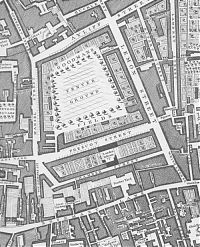
Um dos primeiros sistemas de numeração de ruas foi introduzido ao longo da Prescott Street, em Goodman's Field, Londres. Mapa de Londres de John Rocque, 1746.

Um esquema de numeração de casas estava presente na Pont Notre-Dame em Paris em 1512.
No século XVIII, os primeiros esquemas de numeração de ruas foram aplicados em toda a Europa, para auxiliar em tarefas administrativas e na prestação de serviços como entrega de correspondência. O New View of London relatou em 1708 que "na Prescott Street, Goodman's Fields, em vez de placas, as casas são distinguidas por números". Partes dos subúrbios de Paris foram numeradas na década de 1720; as casas no bairro judeu da cidade de Praga, no Império Austríaco, foram numeradas na mesma década para ajudar as autoridades no recrutamento dos judeus.
A numeração das ruas ganhou força em meados do século XVIII, especialmente na Prússia, onde as autoridades foram obrigadas a "fixar números nas casas... em pequenas aldeias no dia anterior à chegada das tropas". Nas décadas de 1750 e 60, a numeração de ruas em grande escala foi aplicada em Madri, Londres, Paris e Viena, bem como em muitas outras cidades da Europa. Em 1 de março de 1768, o rei Luís XV da França decretou que todas as casas francesas fora de Paris afixassem números de casa, principalmente para rastrear tropas alojadas em casas civis.
Devido ao desenvolvimento gradual de esquemas de numeração de casas e endereçamento de ruas, esforços de reforma ocorrem periodicamente. Por exemplo, algumas cidades dos Estados Unidos iniciaram esforços para melhorar os seus esquemas no final do século XIX.